# Matt Jansen
Matthew Brooke Jansen (Carlisle, 20 ottobre 1977) è un ex calciatore inglese, di ruolo attaccante.

## Carriera

### Club
Cresciuto nel Carlisle United, nel 1998 passa al Crystal Palace. Nell'estate del 1999 il Blackburn sborsa circa € 6 milioni per acquistarne le prestazioni. Jansen si consacra nel 2001, segnando 23 reti in 40 sfide di seconda divisione, piazzandosi al secondo posto tra i marcatori dietro a Louis Saha e trascinando il Blackburn al secondo posto e alla conseguente promozione diretta in Premier League. A fine stagione è inserito nella squadra dell'anno della PFA della Division One. Nel 2002 è protagonista della vittoria ottenuta dal Blackburn nella Coppa di Lega: Jansen sigla una delle due reti che permettono ai Rovers di sconfiggere il Tottenham (2-1). In campionato sigla 10 reti in 35 incontri. Nel 2003 è ceduto in prestito al Coventry City e al suo ritorno a Blackburn è schierato con meno frequenza. Nel 2006, in seguito a un'esperienza con la casacca del Bolton, annuncia il suo ritiro dal calcio giocato.
Nel marzo 2009 ritorna in attività, giocando con i dilettanti del Wrexham. Nella stagione seguente passa ai Leigh Genesis e nel 2010 si accorda con il Chorley, rimanendo tra i dilettanti.
Nel 2015 termina la sua carriera da calciatore al Chorley e inizia quella da allenatore nella stessa compagine inglese.

### Nazionale
Ha partecipato agli Europei Under-21 del 2000.

## Palmarès

### Giocatore

#### Club
- Football League Trophy: 1

Carlisle United: 1996-1997
- Coppa di Lega inglese: 1

Blackburn: 2001-2002
- Northern Premier League: 1

Chorley: 2013-2014

#### Individuale
- Capocannoniere della Coppa di Lega inglese: 1

2001-2002 (6 gol)